# Хорн, Рони
Рони Хорн (англ. Roni Horn; род. 24 сентября 1955, Нью-Йорк) — американская художница и писательница.

## Биография
Рони Хорн родилась в Нью-Йорке 25 сентября 1955 года, выросла в городе и его пригородах. Её отец работал в ломбарде в Гарлеме. Она училась в Rhode Island School of Design и Йельском университете (окончила в 1978 году). Её первая персональная выставка состоялась в 1980 году в Kunstraum München. Хорн преподавала в Colgate University в Гамильтоне, Нью-Йорк, три года после окончания образования в Йельском университете. Затем она вернулась жить в Нью-Йорк.

## Творчество
Хорн исследует изменчивую природу искусства посредством скульптур, графики, фотографии, книг. Она описывает рисование как ключевую активность в своей работе, потому что рисование связано с построением взаимоотношений. Рисунки Хорн сконцентрированы на материальности изображаемого объекта. Она также использует слова как основу для рисунков и других работ. Хорн выстраивает сложные отношения между зрителем и свой работой, помещая одно произведение на противоположных стенах, в смежных комнатах, или череде зданий. Она подрывает понятие «идентичного опыта», настаивая, что опыт связан с местом, понятием «здесь и сейчас». Она описывает свои произведения как зависимые от места, расширяя идеи, связанные с минимализмом. Работы Хорн также включают исследование цикличных отношений между человеком и природой — зеркальных отношений, в которых мы пытаемся изменить природу в своих собственных образах.
За последние 30 лет творчество Рони Хорн было связано с географией, геологией, климатом и культурой Исландии. С момента её первого знакомства с островом, когда она была молодой выпускницей из США, Хорн часто возвращалась в Исландию на протяжении многих лет.
Погода играет важную роль в работе Рони Хорн. Один из примеров — «Vatnasafn/Library of Water» и инсталляция в Stykkisholmur, сделанная из воды из исландских ледников. «Library of Water» располагается в бывшем здании библиотеки в маленьком городе Stykkisholmur на западном побережье Исландии. Хорн заметила здание во время путешествия по Исландии в 1990-х годах. Оно расположено в высокой точке города, с видом на гавань и море. Архитектура напоминает маяк. Место было задумано Хорн как скульптурная инсталляция и общинный центр, предлагая пространство для тихого размышления и комнату для встреч.
В 1980-х годах она работала над серией скульптур «парные объекты», в которых идентичные геометрические объёмы, сделанные из металла, демонстрируются в разных пространствах. Несмотря на то, что скульптуры одинаковы, зрительский опыт различен.
В 1990 году Хорн начала создавать серию книг художника, названной «To Place», в которых исследует отношение к Исландии. Хорн использовала некоторые свои фотографии для книг и фотографических инсталляций. Например, многие из образов из «You Are the Weather» (1994-96), одна сотня крупных планов лиц молодых женщин, снятых во время купания в разных бассейнах Исландии в разных погодных условиях, были также опубликованы в одном из «To Place» изданий. На протяжении 1990-х годов Хорн также создала серию связанных с текстом скульптур.
Художник создала несколько работ для публичных пространств, включая «You Are the Weather—Munich» (1996-97), постоянная инсталляция для Deutscher Wetterdienst (метеорологического бюро) в Мюнхене. «Yous in You» (1997), резиновые плиточные дорожки на Восточном вокзале Базеля, имитирующие необычное образование базальта Исландии. Она была призвана представить неожиданную мягкость под ногами у пассажиров, а также перенести кусок Исландии в Швейцарию.
«Some Thames» (2000) — постоянная инсталляция в Университете Акурейри в Исландии, состоящая из 80 фотографий воды, рассеянных по всему публичному пространству, вторя отливам и приливам студентов со временем в университете. Фотографии изображают поверхность реки Темзы в центральном Лондоне. Эти работы продолжают исследование Хорн визуальных, литературных, метафорических свойств воды. «Some Thames», как большинство работ Хорн, является абстрактным автопортретом.
У Рони Хорн был ряд персональных выставок, в таких местах, как Художественный институт Чикаго; Центр Помпиду; Dia Center for the Arts в Нью-Йорке; Музей Уитни; Тейт Модерн (2009). Групповые выставки включают Биеннале Уитни (1991, 2004); Документу (1992); Венецианскую биеннале (1997).
В ноябре 2009 года Музей Уитни открыл ретроспективную выставку работ Хорн, «Roni Horn aka Roni Horn», которая будет открыта до января 2010 года. Эта выставка была уже показана в Тейт Модерн в Лондоне (25 февраля — 25 мая 2009) и Colection Lambert в Авиньоне (21 июня — 4 октября 2009).

## Личная жизнь
Рони Хорн — открытая лесбиянка.